# Белов, Юрий Павлович
Ю́рий Па́влович Бело́в (род. 8 октября 1938 года в Ленинграде) — российский политический деятель, депутат Государственной Думы второго созыва, член ЦК КПРФ, в 1993—1995 заместитель председателя ЦИК КПРФ, член Президиума ЦК (ЦИК) КПРФ в 1993—2004 годах.

## Биография
Окончил Ленинградский государственный педагогический институт им. А. И. Герцена.
Работал во ВНИИ профтехобразования сначала младшим научным сотрудником, впоследствии — заведующим отделом воспитания. Одновременно преподавал историю и обществоведение в профессионально-технических училищах. Являлся и школьным учителем. 
В июне 1990 — августе 1991 — второй, затем первый секретарь Смольнинского райкома, секретарь (по идеологии, согласно воспоминаниям М. В. Попова) Ленинградского обкома КПСС. В феврале 1993 был одним из тех, кто инициировал II восстановительный съезд КПРФ, 14 февраля 1993 года избран заместителем председателя ЦИК КПРФ по идеологии, занимал эту должность до января 1995 года. Член Президиума ЦК (ЦИК) КПРФ с 14 февраля 1993 по 3 июля 2004. В 1992—2000 — 1-й секретарь объединённой Ленинградской областной организации КПРФ. На XIII съезде КПРФ в ноябре 2008 вновь был избран членом ЦК.
В 1995 году был избран депутатом Государственной Думы РФ второго созыва, был членом фракции КПРФ, членом Комитета по делам общественных объединений и религиозных организаций.
Будучи секретарём райкома, а затем обкома КПСС получил известность в качестве публициста. В своих статьях этого периода, опубликованных в «Советской России», «Ленинградской правде» и ряде других изданий Юрий Белов обосновывал и активно развивал идеи Перестройки. В частности, в эти годы Белов выступал с резкой критикой и разоблачениями сталинизма и массовых репрессий. Помимо критики сталинизма в конце 1980-х годов Белов активно пропагандировал и другие идеи М. С. Горбачёва — разгосударствления, приватизации, привлечения в страну иностранного капитала.

«Нет нужды доказывать, что сталинский метод классового подхода означал не что иное, как метод политического приговора. Он обернулся для общества и партии массовыми репрессиями»
— Ю. П. Белов «Ленинградская правда» 14 октября 1990 г.

«Это способствовало внедрению сталинизма — мелкобуржуазной волюнтаристской концепции казарменного социализма, насаждаемого административно-командными методами». «Трагизм партии, её членов заключался в том, что она стала после физического устранения её интеллектуального ядра государственной структурой, реализующей сталинскую концепцию. Громадное большинство коммунистов в прошлом и настоящем неповинно в злодеяниях партийной олигархии, той бюрократической верхушки партии, которая узурпировала власть»
— Ю. П. Белов «Трудный путь к XXI веку»: Тезисы к новой программе КПСС, «Ленинградская правда» № 163(23205) 17 июля 1991 года

«Возникла практика сталинизма. Однако мы утверждаем в тезисах, что социализм не равен этой практике, что сталинизм — деформация социализма»
— Ю. П. Белов «Куда повернет перестройка» «Советская Россия» 14 августа 1991 г.

«Кому выгодно очернять нашу партию именно в тот момент, когда она освобождается от позорного и тяжкого наследия сталинщины? …Но одно дело признать антикоммунизм как следствие сталинизма, другое — дать ему оценку прогрессивного процесса. Ни опасная болезнь, ни менее опасные её последствия не могут быть прогрессивными»
— Ю. П. Белов «О политической позиции и программе действий — доклад на объединенной конференции Ленинградской организации КПСС», «Ленинградская Правда» № 238, 14 октября 1990 г.
Резко враждебную позицию занял Ю. П. Белов в отношении статьи Н. А. Андреевой «Не могу поступиться принципами». В своей ответной статье «Мещанин во политике» Ю. П. Белов призвал к формированию единого фронта всех демократических сил против «социально опасных» «охранителей „святого“ прошлого» По свидетельству В. А. Тюлькина, на последнем XXVIII съезде КПСС Ю. П. Белов склонил часть ленинградской делегации проголосовать за сохранение М. С. Горбачёва на посту генерального секретаря КПСС.
В 1995 году был избран депутатом Государственной Думы РФ второго созыва, был членом фракции КПРФ, членом Комитета по делам общественных объединений и религиозных организаций.
Уходя с поста первого секретаря Петербургского горкома, настоял на передаче этой должности своему преемнику — О. И. Корякину, впоследствии исключённому из КПРФ и уведшему за собой в полном составе существовавшую на тот момент (2003—2007) фракцию в Законодательном Собрании Санкт-Петербурга.
На выборах в Государственную Думу 2003 года Ю. П. Белов возглавил региональный список КПРФ, однако свой мандат передал беспартийному крупному бизнесмену, владельцу фармацевтической компании «Фармакор» и ресторанной группы «Тритон» А. М. Афанасьеву, который вскоре после этого перешёл из думской фракции КПРФ во фракцию «Единой России».
В 2004 году после исключения из КПРФ О. И. Корякина на пленуме Санкт-Петербургского горкома настоял на передаче должности первого секретаря горкома В. И. Фёдорову, впоследствии исключённому из КПРФ в ходе борьбы с «неотроцкизмом». В ходе конфликта, расколовшего петербургскую партийную организацию, активно поддержал В. И. Фёдорова и обвинил его противников в «троцкизме»:

«А вот практика троцкистская в анализе фактов, в их оценке, в воспроизводстве логики в оценке положения в Коммунистической партии и методики, ведь доказать, что всякая революционность Партии закончилась, конечно с апелляцией к рядовым партийным массам: вы только можете спасти. Кто знаком с историей борьбы с троцкизмом, всё это хорошо знает. Я обращусь к факту, который случился у нас. Это пока факт один, но нельзя дожидаться второго».
— Ю. П. Белов. Выступление на партийном активе 19 мая 2005 г.
Однако, в 2007—2008 году, после того, как ЦКРК, а затем ЦК КПРФ поддержал позицию противников Фёдорова Ю. П. Белов перешёл на сторону ЦК и поддержал исключение В. И. Фёдорова из КПРФ, пояснив изменение своей позиции следующим образом:

«Я предпочитаю колебаться с линией партии, чем идти против партии и быть вне её».
— Ю. П. Белов. Выступление на VIII внеочередной выборной конференции Санкт-Петербургского городского отделения КПРФ. 31 января 2009 года
С 2009 по 2010 год Ю. П. Белов опубликовал в «Правде» четыре статьи, в которых поставил вопрос об угрозе проникновения в КПРФ русского национализма. 31 января 2009 года на VIII внеочередной выборной конференции Санкт-Петербургского городского отделения КПРФ резко выступил против употребления в партийных документах понятия «Русский социализм» и в связи с этим подверг резкой критике одного из ведущих идеологов русского социализма в КПРФ — Председателя ЦКРК В. С. Никитина. На заседании дискуссионного политического клуба 3 ноября 2009 года Ю. П. Белов развил свою позицию, заявив о своём идеологическом несогласии с Председателем ЦК КПРФ Г. А. Зюгановым : «Этой научной обоснованности нет, здесь моя точка зрения с точкой зрения Геннадия Андреевича расходятся. Я считаю, что понятие „русский социализм“ не сможет стать научным. Но это моя точка зрения».
Бывший член редколлегии газеты «Советская Россия», выведен из состава редколлегии 17 июня 2010 г.
Член редакционного совета радиогазеты «Слово».

## Звания и награды
- орден «Знак Почёта»
- кандидат педагогических наук
- член Петровской академии наук и искусств

## Семья и увлечения
Женат, имеет двух дочерей.
Пишет стихи. Самым выдающимся представителем советской философии считает Ильенкова. Высказывался (2024), что "в капиталистическом мире набирает силу фашиствующая философия, идеология и политика".
- "Опасность ревизионизма (о чём предупреждал Ленин) в том и заключается, что он ведёт войну с марксизмом на почве марксизма"[9].

## Сочинения
- Не тужи, Россия. Статьи, беседы, стихи. — М.: Знание, 1997. — 136 c. — ISBN 5-87633-027-2.
- У переправы. — М.: Парад, 2000. — 164 c. — ISBN 5-7734-0025-1.
- На семи ветрах. — М.: ИТРК, 2002. — С. 192 c. — ISBN 5-88010-139-8.
- Ради идущих вослед. — СПб.: Время, 2003. — 256 с. — ISBN 5-94504-004-5.
- Русская драма. — СПб.: Время, 2007. — 272 с. — ISBN 5-94504-004-6.

### Статьи
- Заметки о нормах ленинской партийной этики // Правда. 2021. 21 января. № 5 (31065)
- «Ещё плодоносить способно чрево, которое вынашивало гада» (Б. Брехт) // Правда. 2021. 29 января — 1 февраля. № 9 (31069)
- Предательство. «Дело» Горбачёва в книге профессора Фроянова // Правда. 2021. 2 — 3 марта. № 21 (31081)